# Praha Masarykovo nádraží
A Prága Masarykovo pályaudvar (csehül: Praha Masarykovo nádraží; a köznyelvben egyszerűen csak Masaryčka) Prága egyik fejpályaudvara az Újvárosban, a Köztársaság tértől (Náměstí Republiky) nem messze. Praha-Dejvice után a város legrégibb vasútállomása, és az első, ami menetrend szerinti vonatokat szolgált ki. 1845-ben nyitották meg, az épület Antonín Jüngling tervei alapján készült. A prágai felkelés idején a Waffen-SS erői elfoglalták az állomást, és 53 ellenállót lemészároltak.
Manapság az állomás csak helyközi és rövidtávú távolsági vonatokat szolgál ki, mivel a majdnem szomszédos főpályaudvarnak nincs elég kapacitása. 2010-ben 48 838 vonatot és 9,6 millió utast szolgált ki. Jelenleg átépítés alatt áll, befejezését követően a reptéri vonal végállomása lesz.

## Névváltozások
Megnyitása óta az állomást számos alkalommal átnevezték, ám végső, ma is használatos nevét az első csehszlovák elnökről, Tomáš Garrigue Masarykról kapta. Névváltozásai:
- 1845–1862: Praha / Prag
- 1862–1919: Praha státní nádraží / Prag Staatsbahnhof (magyarul: Prága államvasúti pályaudvar)
- 1919–1940: Praha Masarykovo nádraží
- 1940–1945: Praha Hybernské nádraží / Prag Hibernerbahnhof
- 1945–1952: Praha Masarykovo nádraží
- 1953. I. 1.–1990: Praha střed (magyarul: Prága központ)
- 1990. márc.–: Praha Masarykovo nádraží

## Vasútvonalak
Az állomást az alábbi vasútvonalak érintik:
- Prága–Kolín-vasútvonal
- Prága–Rakovník-vasútvonal
- Prága–Lysá nad Labem–Kolín-vasútvonal
- Prága–Děčín-vasútvonal
- Prága–Turnov-vasútvonal
- Česká Třebová–Prága-vasútvonal

## Szomszédos állomások
- Praha-Libeň (Kolín vasútállomás, Prága–Kolín-vasútvonal, S1)
- Praha-Holešovice zastávka (Děčín hlavní nádraží, Hněvice, Prága–Děčín-vasútvonal, S4)
- Praha-Bubny (Rakovník, Prága–Rakovník-vasútvonal)
- Praha-Vysočany (Kolín vasútállomás, Prága–Lysá nad Labem–Kolín-vasútvonal, S2)
- Praha-Holešovice
- Praha-Dejvice (építés alatt)
- Praha-Vysočany (Praha-Čakovice, S34)